# Джамбо

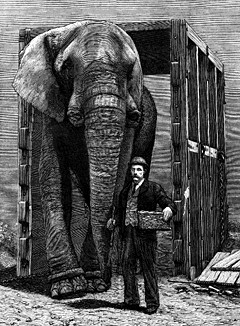
Джамбо і його доглядач Метью Скотт. Малюнок за фотографією. Лондон, березень 1882

Джа́мбо (англ. Jumbo; близько грудня 1860, Абісинія — 15 вересня 1885, Сент-Томас, Онтаріо, Канада) — саванний слон (лат. Loxodonta africana); перша в історії зоопаркова і циркова тварина, яка отримала стійку всесвітню популярність. 1862 року був доставлений з Африки в звіринець при паризькому Саді рослин. З 1865 року утримувався в Лондонському зоопарку, звідки 1882 року був проданий в цирк американського антрепренера і шоумена Фінеаса Тейлора Барнума. Загинув унаслідок нещасного випадку на залізниці. З кінця XIX століття до теперішнього часу — талісман університету Тафтса (США).